# 笑ってトンヘ
『笑ってトンヘ』（わらってトンヘ、原題：웃어라 동해야）は、韓国のテレビドラマ。2010年から2011年にかけてKBSで放送され、瞬間最高視聴率51.4％を記録し、2011年の大ヒットドラマとなった。
日本ではBS朝日やKBS WORLDなどで放送。主演はチ・チャンウク、ト・ジウォン、共演はイ・ジャンウ、パク・チョンアほか。2012年10月14日に中国の湖南衛視で放送。
2012年中国でリメイク版ドラマが製作された。

## あらすじ
アメリカで育ったスピードスケートショートトラック選手のトンへと新人アナウンサーのセワは結婚の約束をしていたが、セワはトンヘの母アンナが発達障害であるのが気になり結婚に踏み切ることができなかった。

## キャスト
- トンヘ(カール・レイカー)：チ・チャンウク
- アンナ・レイカー(チョ・ドンベク)：ト・ジウォン（英語版）
- イ・ボンイ：オ・ジウン
- ユン・セワ：パク・チョンア

## リメイク
2012年に中国でリメイクされた。タイトルは『幸せのラブ・ステップ』（原題：『加油妈妈〜Refueling Mother〜』）。

### キャスト
- マイク・ハー
- クリスタル・チャン（中国語版）
- ゾン・フォンイェン（中国語版）
- ニキータ・マオ（中国語版）